# Despicable Me: The Game
Despicable Me: The Game (connu sous le nom de Despicable Me: Minion Mayhem pour la version Nintendo DS) est un jeu vidéo de plate-forme développé par Vicious Cycle Software et publié par D3Publisher. Le jeu fonctionne sur Vicious Engine 2. 

## Gameplay
Dans Despicable Me: The Game, les joueurs deviennent le cerveau Gru, qui planifie et complote pour construire une fusée et voler la lune. Les joueurs commandent une armée d'infatigables petits serviteurs jaunes pour résoudre des énigmes et des missions et utilisent un arsenal d'armes et de gadgets ignobles tels que des pistolets magnétiques, des rayons gelés et des véhicules prêts à l'emploi pour vaincre tous ceux qui se trouvent sur leur chemin. Les joueurs piloteront l'avion de Gru dans des missions audacieuses contre son rival, Vector, et incarneront Gru ou Vector dans une variété de modes de combat aérien multijoueurs.